# Софія Реєс
Урсула Софія Реєс Піньєро (нар. 25 вересня 1995, Монтеррей, Мексика) — мексиканська співачка, акторка.
Народилася в північному мексиканському місті Монтеррей, Нуево-Леон, стала відома на Youtube. В дитинстві Софія співала та грала на фортепіано й завантажувала відео з виступами на Youtube, своїми відеороликами зацікавила багатьох людей Латинської Америки, зокрема Принца Ройса, який підписав із Реєс контракт на лейблі D'León Records. Реєс випустила свій перший сингл "Now Forever", разом з Клео Томасом в 2013 році.
Софія Реєс відома двомовними текстами (англійською та іспанською). В серпні 2014 року разом з пуерториканським співаком Візином та Тобі Гадом випустила сингл під назвою Muévelo. В наступному році випущено сингл "Conmigo (Rest of Your Life)" На початку 2016 року випустила свій третій сингл "Solo Yo", разом зі своїм наставником знялася в офіційному відео до пісні.

## Дискографія
- Louder! (2017)

## Телебачення
- Моя незрівнянна Анабелла (2009)
- Надія моя (2015)